# Batman: The Gauntlet
Cet article concerne la bande dessinée. Pour le film, voir Batman : Le Défi.
Batman: The Gauntlet - Le Défi (Batman Chronicles: The Gauntlet) est un comics américain. Il a été réalisé par Bruce Canwell et James Robinson (scénario) et Lee Weeks (dessin).

## Synopsis
Dick Grayson doit passer un test avant de devenir Robin en échappant à Batman durant une nuit. Durant ce test, il est confronté à des criminels.

## Personnages
- Batman / Bruce Wayne
- Robin
- James Gordon
- Alfred Pennyworth

## Éditions

### Éditions américaines
- 1997 : Batman Chronicles: The Gauntlet, DC Comics. Special de la série The Batman Chronicles.

### Éditions françaises
- 1999 : Batman: The Gauntlet - Le Défi, Semic, édition kiosque Batman Hors-série n°10, 1999
- 2014 : Robin : Année Un, Collection DC Deluxe, Urban Comics  (ISBN 978-2-3657-7413-0)
- 2018 : Batgirl : Année Un - Partie 1, Collection DC Comics - La Légende de Batman, Eaglemoss.